# Mediostoma cypricum
Espèce
Synonymes
- Nemastoma cypricum Roewer, 1951
- Mitostoma haasi Roewer, 1953

Mediostoma cypricum est une espèce d'opilions dyspnois de la famille des Nemastomatidae.

## Distribution
Cette espèce se rencontre à Chypre, en Israël et au Liban.

## Description
La femelle holotype mesure 3 mm

## Systématique et taxinomie
Cette espèce a été décrite sous le protonyme Nemastoma cypricum par Roewer en 1951. Elle est placée dans le genre Mediostoma par Gruber en 1976.
Mitostoma haasi a été placée en synonymie par Staręga en 1973.

## Étymologie
Son nom d'espèce lui a été donné en référence au lieu de sa découverte, Chypre.

## Publication originale
- Roewer, 1951 : « Über Nemastomatiden. Weitere Weberknechte XVI. » Senckenbergiana, vol. 32, p. 95–153.